# Formatie van Montfort
De Formatie van Montfort is een serie zandsteenlagen in de ondergrond van België. Deze geologische formatie behoort tot het bovenste Devoon (Famenniaan) en is ongeveer 365 miljoen jaar oud.

## Beschrijving
De Formatie van Montfort bestaat uit micahoudende, grijze tot blauwige zandsteenlagen. Aan de top kan een wijnrode kleur voorkomen. De mica's zijn voornamelijk muscoviet, met een kleiner aandeel biotiet. De zandsteen is arkosisch van samenstelling, met een relatief hoog gehalte veldspaat, lokaal zelfs over de 30%. Aan de top kan de formatie kalkig zijn: zowel calciet als (primair gevormd) dolomiet komen voor. De klasten zijn relatief goed gesorteerd.
De bedden kunnen enkele centimeters tot meerdere decimeters dik zijn. Typerend is dat de bedden nauwelijks door kleiige schalielaagjes worden gescheiden, hoewel er wel intercalerende kleilaagjes voorkomen. Er komen veel plantenresten in de zandsteen voor.
De formatie heeft als facies een strandwal, waarbij de onderste lagen (Lid van Bon-Mariage) de voorbarrière vormen; het midden van de formatie (Lid van La Gombe) de eigenlijke strandwal; en de top van de formatie (Lid van Barse) een lagune met sabkha-achtige omstandigheden.

## Voorkomen en stratigrafie
De Formatie van Montfort is onderdeel van de Groep van de Condroz, het bovenste gedeelte van het Belgische Famenniaan. De formatie is genoemd naar het gehucht Montfort in het Ourthedal bij Esneux. Ze werd ingevoerd door Michel Mourlon in 1880. 
De formatie dagzoomt in de Condroz ten zuiden van het Maasdal en ten noorden van de eigenlijke Ardennen. Ze komt voor in het Massief van de Vesder en het aansluitende gebied rond Aken in Duitsland, maar is op haar dikst in het Synclinorium van Dinant. In het Synclinorium van Namen ontbreekt de Formatie van Montfort. In het westen van het Synclinorium van Dinant (het westen van de provincie Namen) gaat ze over in de gelijktijdig afgezette zandsteen van de Formatie van Comblain-la-Tour, die een kustnabije, open mariene facies heeft. Nog verder naar het westen, in het zuidoosten van Henegouwen en de aansluitende Avesnois in Frankrijk, verdwijnt de zandsteen geheel en bestaat het Famenniaan uit schalie.
De Formatie van Montfort ligt stratigrafisch bovenop de kalksteen van de Formatie van Souverain-Pré of de mariene zand- en siltsteen van de Formatie van Esneux, beide eveneens onderdeel van de Groep van de Condroz. Bovenop de Formatie van Montfort ligt de zandsteen van de Formatie van Évieux. De grens tussen de twee formaties is met name in het Massief van de Vesder lastig te onderscheiden.